# Evalces luteus
Evalces luteus es una especie de coleóptero de la familia Scraptiidae.

## Distribución geográfica
Habita en México.